# Yah! Yah! Yah! Hello Scandal
A Yah! Yah! Yah! Hello Scandal: Maido! Scandal Deszu! Yah Yah Yah! (YAH!YAH!YAH!HELLO SCANDAL～まいど!スキャンダルです!ヤァヤァヤァ!～) a Scandal japán együttes első mini-albuma, mely 2008. augusztus 8-án jelent meg. A Yah! Yah! Yah! Hello Scandal első kislemeze, a Space Ranger 2008. március 3-án jelent meg. A soron következő kislemezek a Koi mojó (április 4.) és a Kageró (május 5.) lettek.
Az album népszerűsítésére Scandal: Give me P.P. Tour 2008 Summer néven tartottak egy koncertkörutat.
A korong a kétszázhatvanharmadik helyen mutatkozott be az Oricon slágerlistáján az 586 eladott példányával, legjobb helyezését (217.) egy héttel a megjelenése után érte el 618 elkelt darabbal. A lemezből összesen 1736 példány kelt el Japánban. A Tower Records üzlethálózat J-pop-album-listáján a második helyet érte el.
Az album borítója nagyban hasonlít a The Beatles Let It Be lemezének borítójához.

## Megjelenése a médiában
Az album második kislemeze, a Koi mojó a Cinemusica Corazon de Melon című filmjének főcímdala volt.

## Számlista

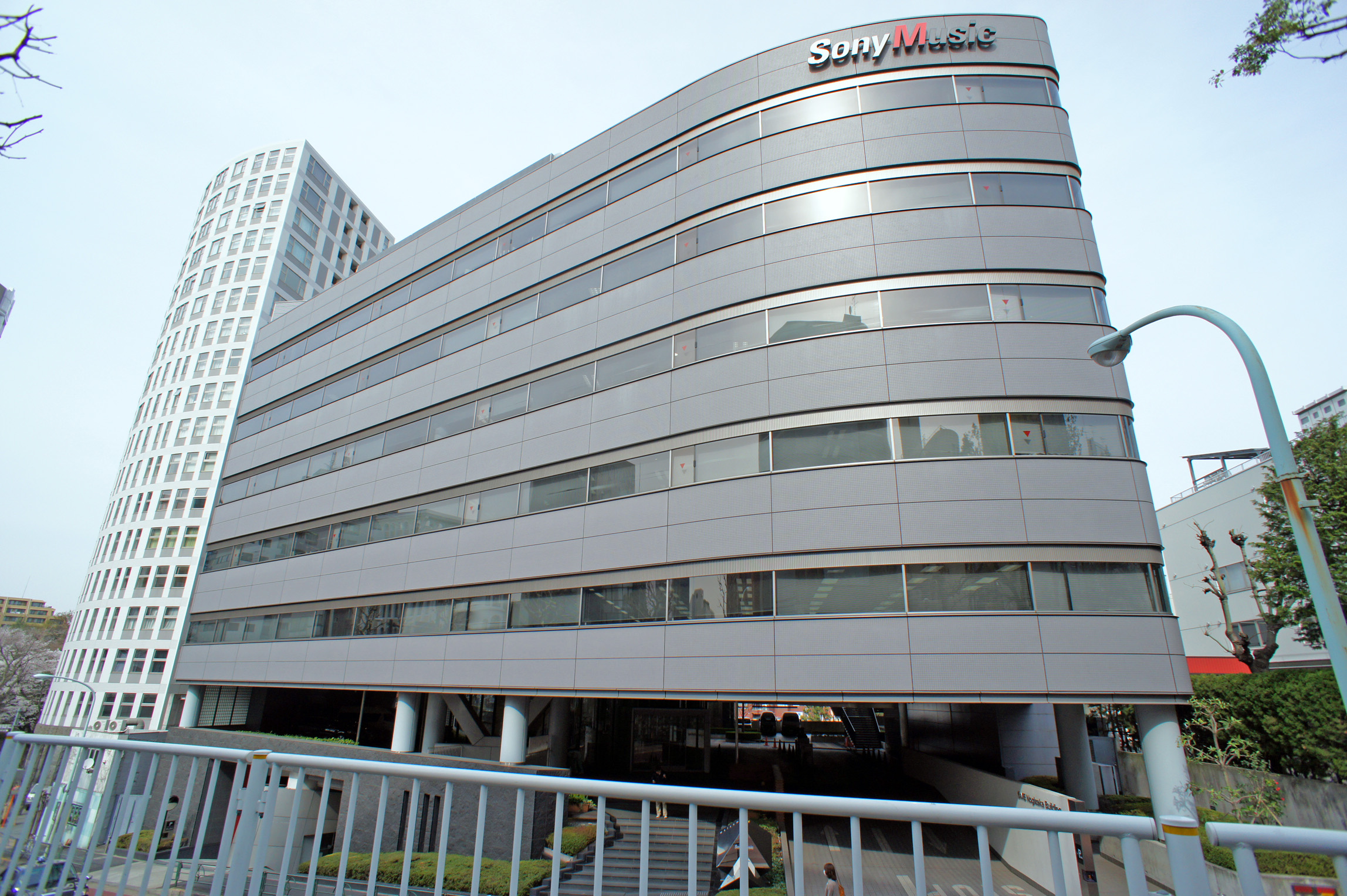
Az album promóciós képeit a Sony Music Studios Tokyo garázsában készítették el

| CD (XQFS-1001) | CD (XQFS-1001)                    | CD (XQFS-1001)            | CD (XQFS-1001)    | CD (XQFS-1001)                 | CD (XQFS-1001) | CD (XQFS-1001) | CD (XQFS-1001) | CD (XQFS-1001) | CD (XQFS-1001) |
| #              | Cím                               | Dalszöveg                 | Zene              | Hangszerelő                    | Hossz          |                |                |                |                |
| -------------- | --------------------------------- | ------------------------- | ----------------- | ------------------------------ | -------------- | -------------- | -------------- | -------------- | -------------- |
| 1.             | Koi no kadzsicu (恋の果実)        | Ogava Tomomi              | Masterworks       | Masterworks                    | 4:33           |                |                |                |                |
| 2.             | Space Ranger (スペースレンジャー) | Ogava Tomomi, Ono Haruna  | Simohata Rjoszuke | Simohata Rjoszuke, Masterworks | 3:29           |                |                |                |                |
| 3.             | Koi mojó (恋模様)                 | Ono Haruna                | Masterworks       | Masterworks                    | 3:44           |                |                |                |                |
| 4.             | Kageró (カゲロウ)                 | Ogava Tomomi, Masterworks | Jin Nakamura      | Jin Nakamura                   | 4:23           |                |                |                |                |
| 16:13          |                                   |                           |                   |                                |                |                |                |                |                |